# Dokken
I Dokken sono un gruppo musicale heavy metal statunitense, formatosi a Los Angeles nel 1977.
Considerati uno dei gruppi più emblematici della scena heavy metal statunitense, i Dokken, fondati dal frontman Don Dokken da cui prendevano il nome, furono un riferimento per uno stile molto raffinato e di buon gusto, composto da lussuose atmosfere di heavy metal contornato di AOR e dal look elegante e curato. In questo senso può essere riconosciuta come una delle più popolari band del fenomeno hair metal di Los Angeles. Nel corso della loro carriera hanno venduto un totale di circa 10 milioni di dischi nel mondo e sono stati nominati per un Grammy.
Dopo lo scioglimento avvenuto a fine anni ottanta, la band si è riunita e, malgrado i diversi cambi di formazione e di stile, continua tutt'oggi la propria carriera.

## Storia

### Gli inizi
La prima band di Don Dokken si formò nel 1976 con il nome Airborn. Questi suonavano principalmente nei club dell'area di Los Angeles, tra cui il popolare The Starwood sulla Sunset Strip. La formazione originaria degli Airborn vedeva Bobby Blotzer alla batteria e Juan Croucier al basso, ma entrambi lasciarono la band nel 1978 per dar vita ai FireFoxx. Per un periodo militò nella band anche il chitarrista Greg Leon, che in quello stesso anno aveva avuto una breve esperienza con i Quiet Riot a sostituzione di Randy Rhoads. Fu proprio Leon a trascinare nella band il nuovo batterista Gary Holland che in precedenza aveva suonato con lui nei Suite 19 (in questa stessa band venne sostituito dal futuro Mötley Crüe Tommy Lee), ed in seguito entrerà nei Great White. Leon poi suonò anche per un breve periodo nei Rough Cutt e formerà il suo progetto solista chiamato "Greg Leon Invasion". Don Dokken non riuscì a mantenere il nome Airborn in quanto era già utilizzato da una band sotto contratto discografico. Il gruppo pubblicò il suo primo 45 giri a inizio 1979, dal titolo Hard Luck Woman, prodotto da Drake Levin e stampato in sole 500 copie. In quest'occasione la band si firmò per la prima volta con il nome Dokken. Poco dopo si trasferirono in Germania per un breve tour, con Juan Croucier nuovamente al basso. Durante la permanenza tedesca, i Dokken fecero la conoscenza del produttore Michael Wagener, che in quel periodo svolgeva il ruolo di tecnico del suono durante i concerti degli Accept. Il gruppo registrò negli studi di Wagener ad Amburgo la demo Back in the Streets, che negli anni verrà diffusa in maniera illegale sotto forma di bootleg prima di essere pubblicata dall'etichetta tedesca Repertoire Records nel 1989. Wagener fu invitato da Don per un breve soggiorno a Los Angeles, e solo successivamente deciderà di trasferirsi in America in maniera permanente, diventando il produttore di diverse band di successo.
Di ritorno negli Stati Uniti, i Dokken arruolarono il chitarrista George Lynch che sostituì il temporaneo Leon. Lynch all'epoca fu un possibile candidato per entrare nel nuovo progetto solista di Ozzy Osbourne, contattato da Dana Strum, all'epoca bassista talent scout al servizio di Ozzy (e futuro membro dei Vinnie Vincent Invasion e Slaughter). Ma Lynch venne scartato a favore di Randy Rhoads, proveniente dai Quiet Riot. Da questo momento Lynch chiamerà il batterista Mick Brown, suo collega negli Xciter e The Boyz. Con questa formazione i Dokken tornarono in Germania e composero la traccia Paris Is Burning, fondendola con I Can't See You Anymore proveniente dalla prima demo, e nel 1981 riuscirono a firmare con la francese Carrere Records grazie all'aiuto di Wagener e del manager degli Accept Gaby Hauke. Quello stesso anno la band registrò il suo primo album, Breakin' the Chains, prodotto da Michael Wagener negli studi di Dieter Dierks (il celebre produttore degli Scorpions) a Colonia. Peter Baltes degli Accept suonò il basso in 7 delle 10 canzoni presenti nell'album, ma tuttavia non venne accreditato. Contemporaneamente Don venne chiamato dagli Scorpions per cantare in alcune demo dell'album Blackout, in quanto il loro cantante Klaus Meine si trovava alle prese con gravi problemi alle corde vocali che sembravano averne compromesso la carriera. Meine riuscirà tuttavia a riprendersi in tempo e registrare le sue parti vocali, aiutato anche dai cori di Don stesso che gli permisero di non sforzarsi troppo e di completare quindi le proprie cure.
Il primo album dei Dokken venne diffuso solamente in Europa e pubblicizzato con alcune apparizioni televisive in Germania. La scarsa produzione e le sonorità ancora non completamente mature, nonché la diffusione esclusivamente europea, non permisero al disco di ottenere un successo rilevante, nonostante questo colpì una certa fetta di pubblico. La Elektra Records che vide nella band un forte potenziale, si affrettò a concludere con loro un accordo. Con la Elektra infatti l'album venne poi ri-realizzato e registrato nuovamente per gli Stati Uniti, dove arrivò il 18 settembre 1983. Per distinguerlo dalla versione europea del 1981, venne chiamato Breaking the Chains (con la "g" al posto dell'apostrofo). L'album differiva leggermente dalla sua versione precedente per avere la tracklist in ordine variato, ed il titolo di alcune tracce diverso.
A seguito di ciò la band partì per il suo primo tour negli Stati Uniti, aprendo i concerti dei Blue Öyster Cult. Tuttavia il quartetto venne lasciato con pochi soldi e quasi abbandonato dall'Elektra a causa del mancato successo del primo album. Nonostante la notevole popolarità in Europa, la band non riusciva ad avere lo stesso seguito negli Stati Uniti.
Sul finire del 1983, poco prima dell'inizio delle riprese del videoclip di Breaking the Chains, Juan Croucier lasciò i Dokken per unirsi in pianta stabile ai Ratt. Egli venne rimpiazzato da Jeff Pilson, che entrò nella band giusto in tempo per apparire nel video (senza aver suonato nel brano). Quello stesso anno Lynch venne ricontattato per entrare nella band di Ozzy Osbourne. Ozzy aveva subìto la perdita del suo chitarrista Randy Rhoads, e lo sostituì temporaneamente con Brad Gillis, futuro componente dei Night Ranger. Nuovamente chiamato in causa da Dana Strum, Lynch partecipò alle audizioni dove gli venne comunicato che sarebbe stato sicuramente arruolato. Tuttavia egli venne scartato ancora una volta, a favore del virtuoso Jake E. Lee.

### Il successo (1984–89)
I Dokken tornarono sulle scene con il secondo album Tooth and Nail, pubblicato il 13 settembre 1984. Questo riuscì finalmente a lanciare il gruppo negli Stati Uniti, grazie in particolare al successo ottenuto dalla power ballad Alone Again, che spinse il nuovo lavoro fino alla conquista del disco di platino per le vendite di oltre un milione di copie nei soli Stati Uniti. La popolarità del gruppo venne confermata anche dal loro terzo album Under Lock and Key, pubblicato il 22 novembre 1985, il quale fu prodotto da Neil Kernon assieme a Michael Wagener. Le vendite dell'album furono questa volta trainate dal singolo In My Dreams. I Dokken continuarono ad esibirsi in giro per gli Stati Uniti al fianco di band come Judas Priest, Aerosmith, Dio ed infine Twisted Sister, per i quali Don Dokken inciderà alcuni cori presenti nell'album  Come Out and Play quello stesso anno. Nel 1986 venne pubblicato Heavy Metal Parking Lot, un documentario sui frequentatori di concerti girato prima di un'esibizione di Dokken e Judas Priest.
Nonostante il loro crescente successo, la band venne assalita da voci dei media secondo il quale si formarono delle tensioni all'interno del gruppo. Queste voci inseguiranno la band durante tutta la loro carriera. I Dokken si spostarono in Europa per una serie di concerti assieme agli Accept nell'estate 1986. Anche al pubblico sembrò che all'interno del gruppo non tutto filava per il verso giusto; girarono voci, poi smentite, sul fatto che George Lynch stava per essere sostituito da Michael Angelo (futuro membro dei Nitro). Nel frattempo Lynch partecipò come ospite all'album Maximum Security di Tony MacAlpine nel 1987.
Finita la lunga tournée mondiale, il gruppo ritornò in studio per registrare il brano Dream Warriors, che farà parte della colonna sonora di Nightmare 3 - I guerrieri del sogno (titolo originale A Nightmare On Elm Street 3: Dream Warriors). La traccia fu pubblicata come singolo il 10 febbraio 1987. Successivamente la band trascorse diversi mesi in studio per registrare il suo quarto album, Back for the Attack, che uscì il 27 novembre e venne prodotto nuovamente da Neil Kernon. Le tensioni interne al gruppo si stavano facendo sempre più laceranti; alcune voci mai confermate dicono che Lynch, Pilson e Brown abbiano registrato le parti strumentali in uno studio e Don Dokken abbia poi aggiunto le sue parti cantate in un altro studio dopo averle ascoltate per telefono ed aver stabilito lui quali fossero buone e quali no. Tuttavia l'album si rivelò il maggior successo commerciale della band, raggiungendo il tredicesimo posto in classifica negli Stati Uniti e ottenendo buoni risultati anche nel Regno Unito, grazie a singoli come Burning Like a Flame e Heaven Sent. Nel disco venne inclusa una versione remixata di Dream Warriors, accompagnata da un videoclip in cui i Dokken vengono immortalati nell'ambientazione di Nightmare III con la partecipazione dei personaggi del film. Divenne uno dei loro video più popolari e tra i più richiesti su MTV in quel periodo.
Durante il 1988, i Dokken aprirono i concerti per gli AC/DC in Gran Bretagna. Parteciparono inoltre ad alcune date del Monsters of Rock Tour 1988 in compagnia di Van Halen, Scorpions, Metallica e Kingdom Come, mentre il 16 novembre dello stesso anno venne pubblicato l'album dal vivo Beast from the East registrato da un tour di successo in Giappone. Il disco includeva la traccia inedita Walk Away, che si rivelerà l'ultimo singolo del gruppo prima della reunion del 1994. L'intero album venne nominato ai Grammy Awards per la Miglior interpretazione metal, ma perse in favore del brano One dei Metallica.
All'apice della popolarità, i rapporti tra Don Dokken ed il resto della band si stavano deteriorando sempre di più, portando il gruppo all'inevitabile scioglimento nei primi mesi del 1989.

### Dopo lo scioglimento (1990–93)

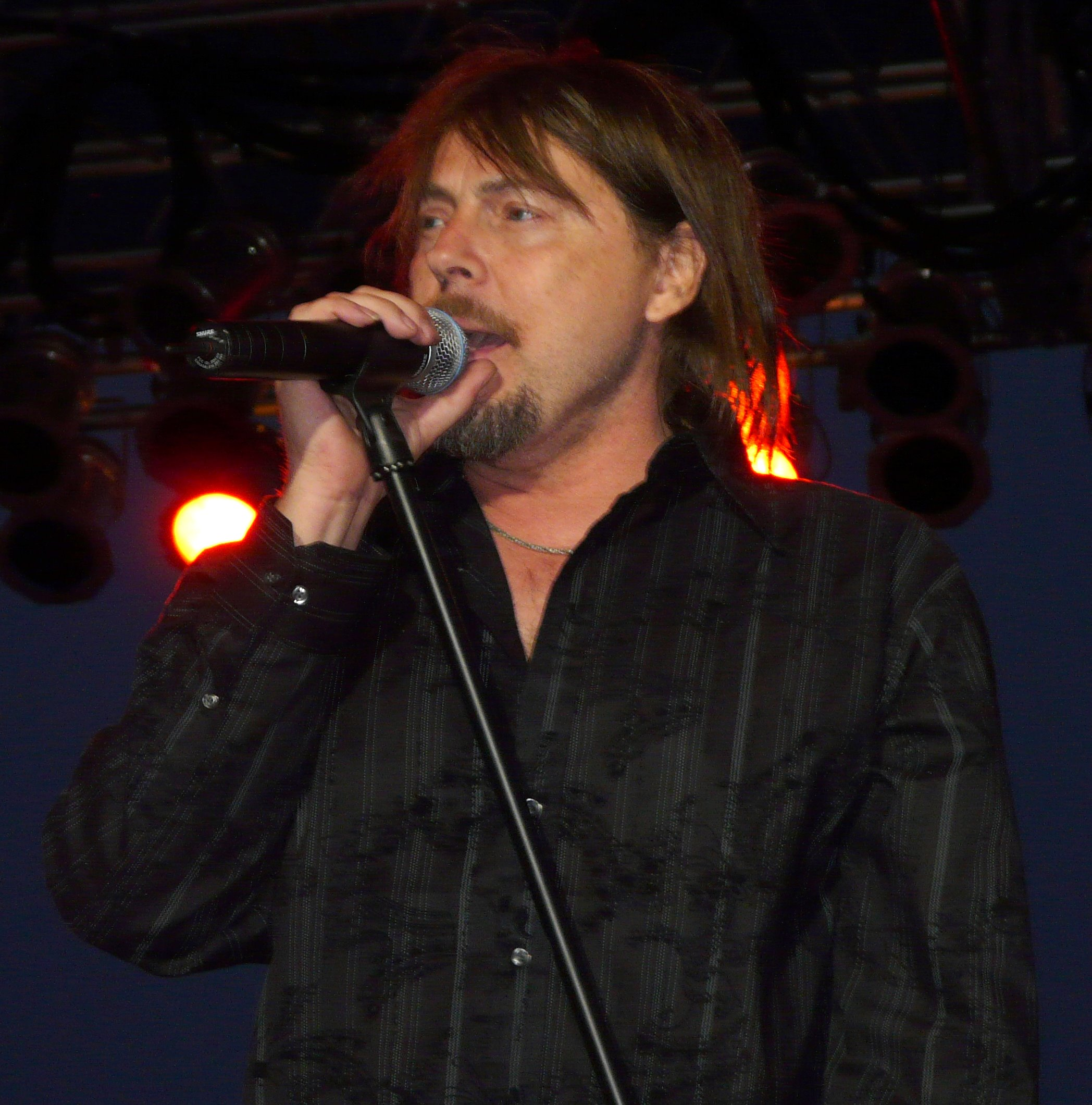
Don Dokken nel 2008

Dopo lo scioglimento, Don Dokken intraprese il suo progetto solista, composto dal chitarrista John Norum degli Europe, l'ex chitarrista dei Watchtower Billy White, il vecchio amico Peter Baltes degli Accept ed il futuro batterista dei Motörhead Mikkey Dee. Don realizzò il suo debutto solista Up from the Ashes il 21 ottobre 1990 per la Geffen Records. Realmente l'intenzione del cantante era quella di continuare il progetto Dokken con altri membri, ma gli venne impedito da Lynch, Pilson e Brown per vie legali, generando così una situazione piuttosto insolita nel quale il musicista non poté usare il proprio cognome. Musicalmente l'album si presentava nello stile classico del gruppo, ma non riuscì a bissare il successo dei lavori precedenti, nonostante un discreto riscontro di vendite.
Durante questo periodo Lynch e Brown formano i Lynch Mob e registrarono due album: Wicked Sensation (1990) e l'eponimo Lynch Mob (1992) sempre per la Elektra Records. Jeff Pilson fondò invece la band War & Peace con l'ex chitarrista dei Warlock Tommy Hendricksen. Nel frattempo suonò negli album MSG del McAuley Schenker Group e Strange Highways dei Dio, prima di riuscire ad ottenere un contratto con i War & Peace e pubblicare il disco Time Capsule per la Shrapnel Records nel 1994, quando la band ormai era di fatto già stata sciolta.
George Lynch interruppe nel 1993 l'attività dei Lynch Mob e realizzò un album solista. Al primo album di Lynch, Sacred Groove, partecipò anche Don Dokken, ed assieme scrissero infatti il brano We Don't Own This World. Tuttavia sorsero nuovi problemi e Don non poté assistere alla sessione in studio, mentre parteciparono al disco alcuni ospiti d'eccezione come i fratelli Matthew e Gunnar Nelson dei Nelson, Glenn Hughes, l'ex cantante dei Black Sabbath Ray Gillen (in una delle sue ultime performance prima della morte per AIDS) e anche Jeff Pilson. Conseguentemente i Lynch Mob si sciolsero definitivamente.
Dopo lo scioglimento di questi, si parlò di una possibile riunione dei Dokken, ma mentre Mick Brown era disposto a raggiungere Don Dokken, Lynch scelse di portare avanti il progetto solista.

### La reunion (1994–98)

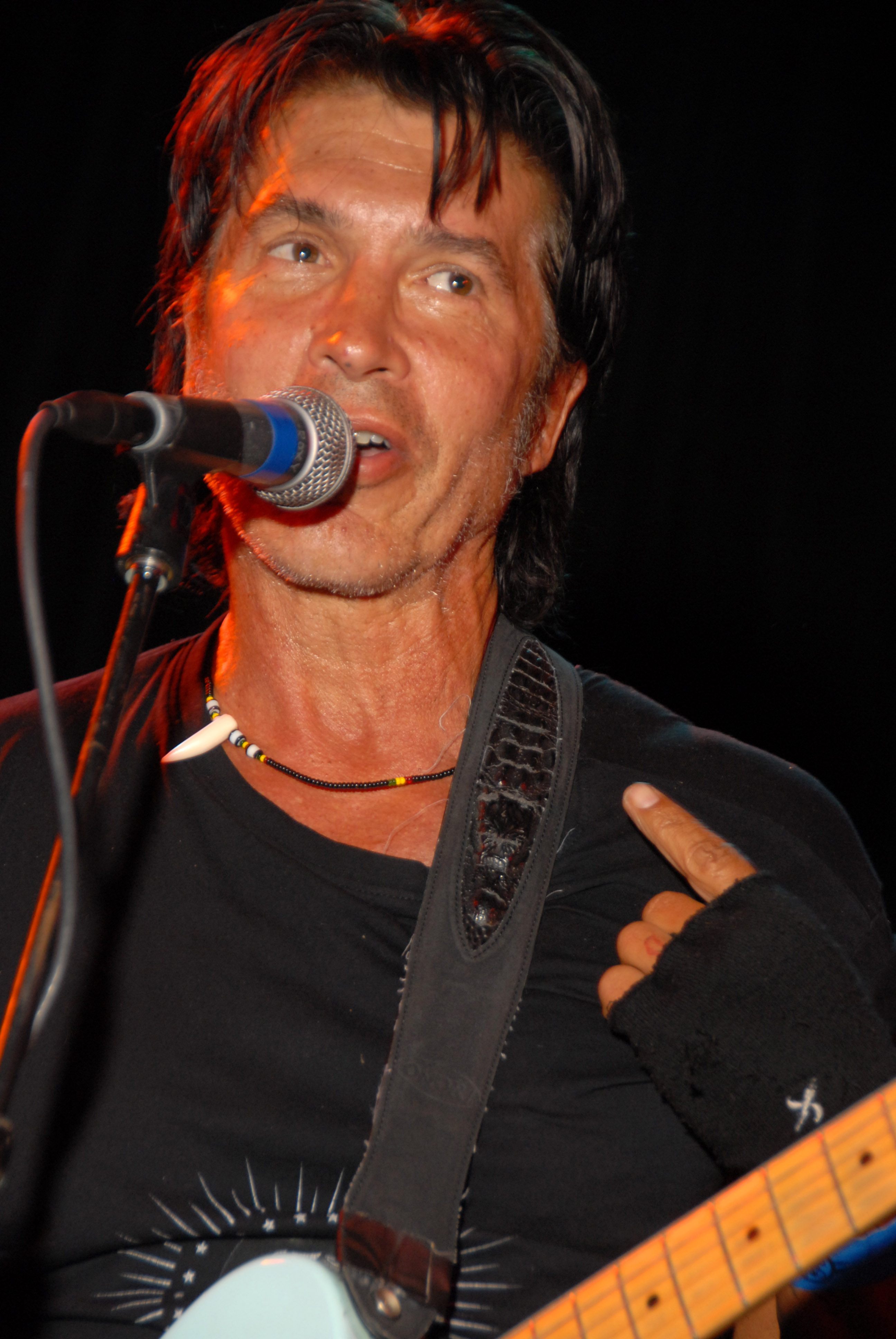
George Lynch nel 2009

Mentre era impegnato a comporre il suo secondo album solista, Don venne contattato dall'A&R John Kalodner che gli suggerì di riformare i Dokken e far uscire il nuovo lavoro a nome della band. Nonostante il rapporto tra il cantante e Lynch fosse ancora molto teso, i due decisero momentaneamente di mettersi i loro problemi alle spalle, e acconsentirono alla reunion del gruppo assieme a Brown e Pilson. La band si chiuse dunque in studio con lo storico produttore Michael Wagener, prima di dare alle stampe l'album Dysfunctional il 23 maggio 1995, a quasi otto anni di distanza dal precedente. Il disco venne distribuito dalla Columbia Records e riuscì a vendere oltre 300 000 copie, nonostante il calo di popolarità che in quel periodo stava colpendo le band simili ai Dokken.
Durante il tour di supporto dell'album, si ripresentarono le vecchie tensioni tra George Lynch e Don Dokken, e la band cominciò nuovamente a frammentarsi. Il culmine si toccò quando Lynch, in occasione di uno show radiofonico promozionale, lasciò improvvisamente lo studio e si rifiutò di rientrare. Quattro giorni dopo la Columbia decise di sciogliere il contratto con i Dokken, presumibilmente a causa di questo episodio e di altri simili incidenti che coinvolsero il comportamento di Lynch. Il gruppo diede alle stampe il disco acustico One Live Night con la nuova etichetta CMC International.
Nel 1996 accadde un brutto episodio che dovette far accantonare temporaneamente i programmi della band: il cane di Don Dokken aggredì improvvisamente il suo padrone provocandogli diverse ferite al volto. Il cantante dopo aver subìto oltre 150 punti di sutura si recuperò e continuò a lavorare con il gruppo. La band ritornò sul palco in occasione di alcuni tour con i riformati Ratt e Cinderella in America, seguirono poi alcuni concerti in Giappone con Alice Cooper. Con il rapporto tra Dokken e Lynch sempre più ai minimi storici, la band decise di rientrare in studio nell'estate 1996 per lavorare ad un nuovo album.
Il risultato di mesi di tensione in studio fu Shadowlife, che venne pubblicato il 15 aprile 1997. L'album presentava un cambiamento di sonorità, senza dubbio influenzate anche dal nuovo produttore Kelly Gray. La band arrivò perfino a modificare il logo originale presente sulla copertina del disco. Tutti questi cambiamenti vennero imposti da un Lynch ormai sempre più estraneo al resto del gruppo. Don Dokken accusò il chitarrista di voler prendere il controllo totale e distruggere la band. La svolta non andò giù a molti fan più affezionati alle vecchie sonorità, decretando l'insuccesso dell'album e l'allontanamento di Lynch dal gruppo poco prima dell'inizio del tour.
Rimasti senza un chitarrista, i Dokken proposero a John Norum, che aveva già suonato nell'album solista di Don nel 1990, di unirsi brevemente alla band. Lynch tentò di rientrare nel gruppo pochi giorni prima dell'inizio del tour, ma venne nuovamente respinto dagli altri membri. Il chitarrista decise di fare causa alla band per circa un milione di dollari, perdendo tuttavia nel verdetto finale. A seguito di ciò decise di riformare i Lynch Mob nel 1998.

### Eventi successivi (1999–2010)

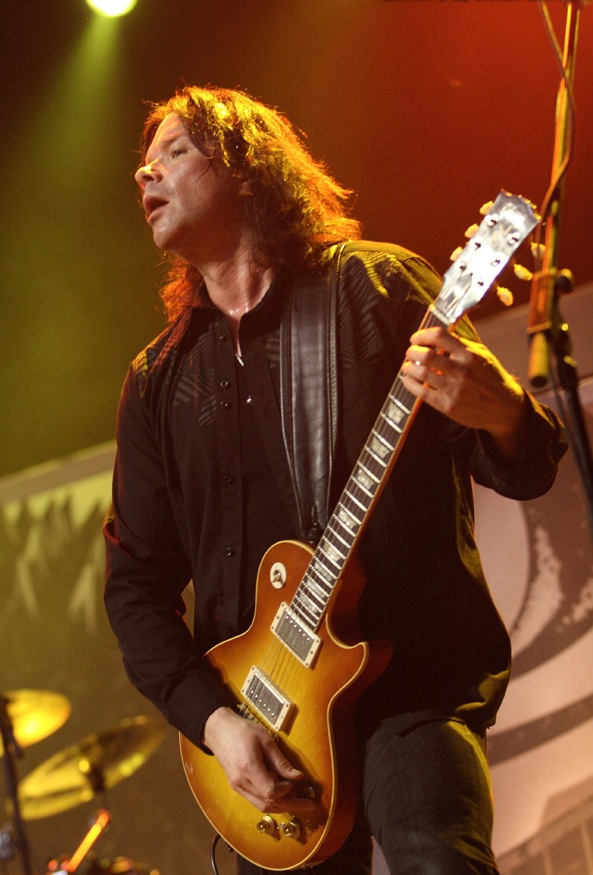
Il chitarrista John Norum si unì ai Dokken in due occasioni diverse: durante il tour del 1998 e successivamente nel 2001 per registrare l'album Long Way Home

Concluso il tour di Dysfunctional, John Norum informò i Dokken che avrebbe lasciato il gruppo per lavorare a un suo disco solista. Venne così sostituito da Reb Beach, noto come chitarrista dei Winger e successivamente degli Whitesnake, con cui la band pubblicò l'album Erase the Slate il 15 giugno 1999. Nonostante un parziale ritorno alle sonorità classiche del gruppo, anche questo disco si rivelerà un flop come il precedente. L'anno successivo registrarono l'album dal vivo, Live from the Sun, lanciato sul mercato prima della partenza di Beach che preferì dedicarsi ad altri progetti.
Il ruolo di chitarrista tornò ad essere ricoperto da John Norum, che nel frattempo si era liberato dei suoi impegni solisti e poteva dedicarsi completamente ai Dokken. Poco dopo lasciò la band anche il bassista Jeff Pilson, sostituito da Barry Sparks, già con Michael Shenker e Yngwie Malmsteen. Pilson riprese il progetto War & Peace pubblicando i dischi Light at the End of the Tunnel (2001) e The Walls Have Eyes (2004). Il bassista apparve inoltre nel film Rock Star del 2001, come membro della fittizia band degli Steel Dragon assieme ad altri noti personaggi della scena musicale come Zakk Wylde (Ozzy Osbourne, Black Label Society), Blas Elias (Slaughter) e Jason Bonham (figlio di John Bonham dei Led Zeppelin). Don Dokken ha definito pacifica la separazione da Pilson, assecondando la volontà di quest'ultimo di provare nuove esperienze. Della formazione storica rimanevano per cui solo Dokken e Mick Brown.
Il nuovo album del gruppo, Long Way Home, venne pubblicato il 23 aprile 2002 dalla Sanctuary Records. Durante la primavera di quell'anno, John Norum subì un infortunio alla mano che lo costrinse a lasciare nuovamente il gruppo, venendo sostituito dal chitarrista italiano Alex De Rosso. Nel 2003 i Dokken intrapresero una lunga serie di concerti negli Stati Uniti, aprendo i concerti di Scorpions e Whitesnake. Dopo il tour, il chitarrista Alex De Rosso perse il suo visto e dovette tornare in Italia. A quel punto Don Dokken chiamò nella band Jon Levin, che aveva in precedenza già incontrato la band e suonato con loro durante un unico concerto nel 1998. Levin si unì per cui al gruppo, formando assieme a Don, Brown e Sparks, quella che rimarrà la formazione dei Dokken fino al 2008.
13 luglio 2004, i Dokken pubblicarono l'album Hell to Pay, il quale venne visto dalla critica come un approccio moderno al sound della band. Il gruppo continuò ad andare in tour durante il 2005 e il 2006. Nel 2007 venne dato alla stampe il disco From Conception: Live 1981, contenente una registrazione dal vivo inedita dei primi anni della band, trovata per caso da Don tra i suoi archivi personali, più tre brani inediti. Seguì la pubblicazione del DVD intitolato Unchain the Night, originariamente pubblicato in VHS nel 1986, che raccoglie alcuni videoclip della band insieme a interviste e filmati vari. Nel frattempo Don Dokken annunciò la pubblicazione del suo secondo album solista dal titolo di Solitary.

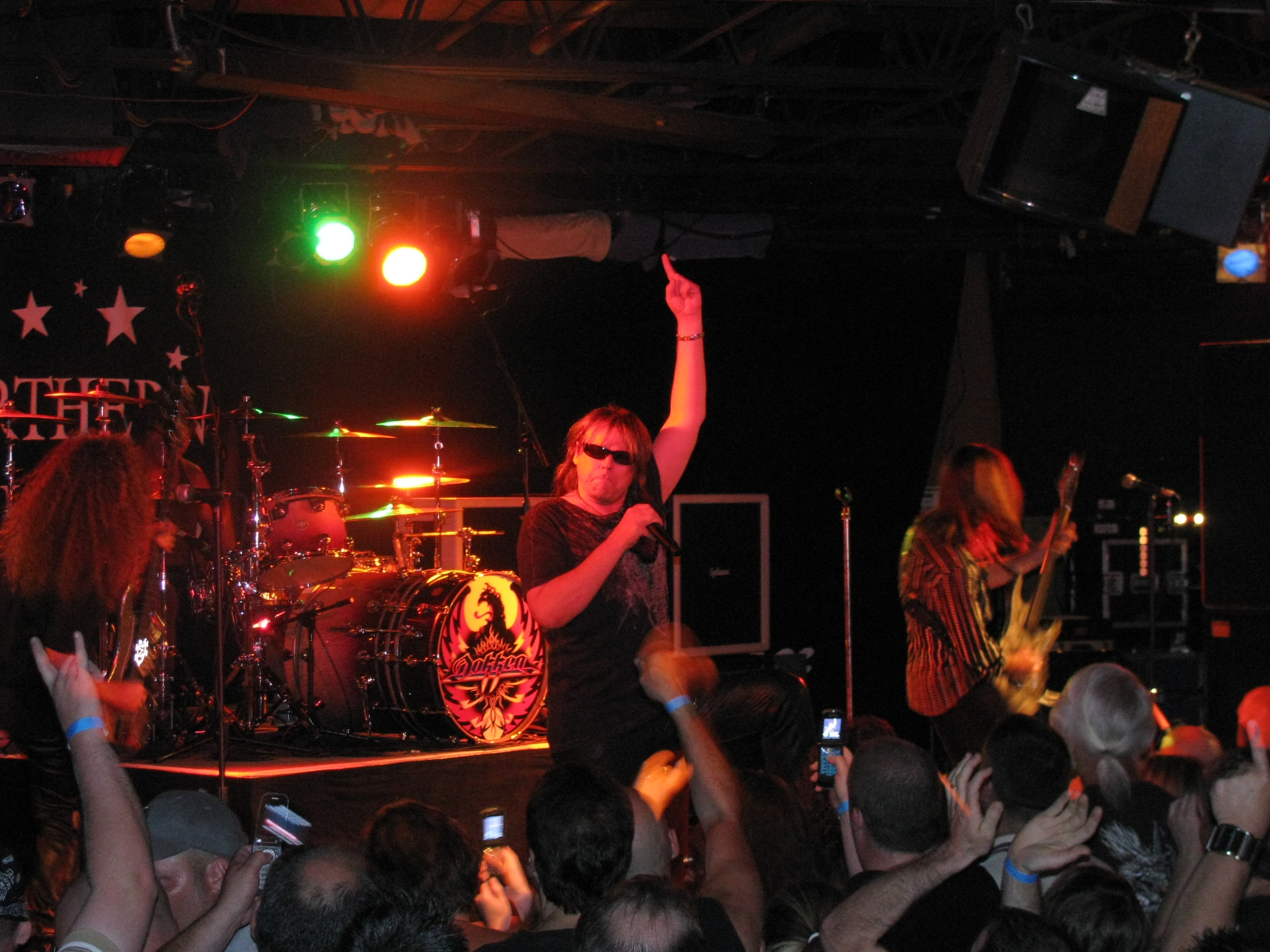
I Dokken in concerto nel 2008

Il 13 maggio 2008, i Dokken fecero ritorno pubblicando l'album in studio Lightning Strikes Again, che prende il proprio titolo da un brano contenuto in Under Lock and Key. Il disco venne accolto in maniera migliore dei precedenti, rivelandosi il maggior successo del gruppo dai tempi di  Dysfunctional nel 1995. L'album segnò inoltre il ritorno definitivo al tipico sound della band, voluto fortemente dal chitarrista Jon Levin, come sottolineato in un'intervista da Don Dokken.
Per promuovere il nuovo lavoro, la band andò in tour per tutta l'estate assieme a Sebastian Bach e Poison. Ai concerti non presero parte sia Mick Brown, che aveva siglato un accordo per suonare con Ted Nugent prima che fosse annunciato il tour dei Dokken, che Barry Sparks, impegnato invece in Asia con sua moglie. Il primo venne temporaneamente sostituito alla batteria da Jeff Martin dei Racer X, mentre il secondo fu rimpiazzato al basso da Chris McCarvill degli House of Lords, per poi lasciare definitivamente il posto nel gruppo a Sean McNabb dei Great White.
La nuova formazione composta da Dokken, Levin, Brown e McNabb debutta dal vivo nel 2010, aprendo alcune date per gli Scorpions negli Stati Uniti. Nello stesso anno viene pubblicato Greatest Hits, una raccolta di nuove registrazioni dei pezzi più famosi pubblicati dalla band negli anni '80 con l'aggiunta di due brani totalmente inediti. L'album è stato dapprima reso disponibile solo in formato digitale attraverso iTunes e Amazon.com, e in un secondo momento distribuito anche in formato fisico dalla Cleopatra Records.

### Ultimi anni
Nel frattempo si ritorna a parlare di una reunion della formazione storica del gruppo, soprattutto dopo un'ospitata a sorpresa di George Lynch e Jeff Pilson durante un concerto dei Dokken alla The House Of Blues di Anaheim, il 29 novembre 2009. Si trattò infatti della prima volta che Lynch, Pilson, Brown e Dokken si ritrovarono insieme sul palco dopo dodici anni.
All'inizio del 2010 Lynch ha annunciato il ritorno dei vecchi Dokken, salvo poi smentirsi il 24 febbraio. Nel mese di giugno, George e Don appaiono insieme come ospiti in una puntata del programma That Metal Show, durante la quale dichiarano che la causa principale della loro spaccatura era una trovata pubblicitaria a cui entrambi alla fine hanno iniziato a credere. George ha anche aggiunto che l'egocentrismo di Don non ha aiutato, e il cantante ha confermato tutto ciò durante la stessa intervista. Entrambi hanno espresso il loro desiderio di rivolere una riunione con Don, George, Jeff e Mick, ma che sono tutti troppo impegnati con altri progetti (tra formazione attuale dei Dokken, Lynch Mob, il coinvolgimento di Jeff nei Foreigner, ecc.). I Dokken e i Lynch Mob sono partiti separatamente in tour per tutta l'estate e l'autunno del 2010.
Nel dicembre 2010 George Lynch annuncia che non ci sarà nessuna reunion dei Dokken:
Il 22 novembre 2011, la formazione attuale dei Dokken firma un contratto per l'etichetta italiana Frontiers Records. Il nuovo album in studio Broken Bones viene pubblicato nel settembre 2012. Alle registrazioni del disco non ha potuto partecipare il batterista Mick Brown a causa di alcuni conflitti di programmazione, sostituito dal turnista Jimmy DeGrasso, facendo di questo il primo lavoro in studio nella storia dei Dokken in cui non egli compare. Il nome di Brown viene riportato lo stesso nei crediti dell'album e il batterista ritornerà subito a suonare con il gruppo durante il tour promozionale.
Dopo numerosi voci, Don Dokken annuncia la temporanea reunion della formazione classica con George Lynch, Mick Brown e Jeff Pilson esclusivamente per una serie di concerti previsti in Giappone e Stati Uniti entro la fine del 2016.

## Formazione

### Formazione attuale
- Don Dokken – voce, seconda chitarra (1976-1989, 1993-oggi)
- Jon Levin – chitarra (2003-oggi)
- Chris McCarvill – basso (2015-oggi)
- Bill "BJ" Zampa – batteria (2019-oggi)

### Ex componenti
- George Lynch – chitarra (1980-1989, 1993-1997, 2016)
- Jeff Pilson – basso (1983-1989, 1993-2001, 2016)
- Mick Brown - batteria (1980-1989, 1993-2019)
- Juan Croucier – basso (1976-1978, 1980-1983)
- Bobby Blotzer – batteria (1976-1978)
- Jeff Tappen – basso (1978)
- Greg Pecka – batteria (1978)
- Greg Leon – chitarra (1979-1980)
- Gary Link – basso (1979-1980)
- Gary Holland – batteria (1979-1980)
- John Norum – chitarra (1997, 2001-2002)
- Reb Beach – chitarra (1998-2001)
- Alex De Rosso – chitarra (2002-2003)
- Barry Sparks – basso (2002-2009)
- Sean McNabb – basso (2009-2014)
- Mark Boals – basso (2014-2015)

### Turnisti
- Peter Baltes – basso (1981)
- Mikkey Dee – batteria (2001)
- Frankie Banali – batteria (2002)
- Adam Hamilton – basso (2002)
- Greg Smith – basso (2005)
- Chris McCarvill – basso (2008)
- Jeff Martin – batteria (2008)
- Jimmy DeGrasso – batteria (2012)

## Discografia

### Album in studio
- 1981 – Breakin' the Chains  / 1983 – Breaking the Chains
- 1984 – Tooth and Nail
- 1985 – Under Lock and Key
- 1987 – Back for the Attack
- 1995 – Dysfunctional
- 1997 – Shadowlife
- 1999 – Erase the Slate
- 2002 – Long Way Home
- 2004 – Hell to Pay
- 2008 – Lightning Strikes Again
- 2012 – Broken Bones
- 2020 – The Lost Songs 1978 - 1981
- 2023 – Heaven Comes Down

### Album dal vivo
- 1988 – Beast from the East
- 1996 – One Live Night
- 2000 – Live from the Sun
- 2001 – Yesterday & Today
- 2003 – Japan Live '95
- 2007 – From Conception: Live 1981
- 2018 – Return to the East Live (2016)

### Raccolte
- 1994 – The Best of Dokken
- 1994 – Dokken
- 1999 – The Very Best of Dokken
- 2002 – Then and Now
- 2003 – Alone Again and Other Hits
- 2004 – Change the World: An Introduction
- 2006 – Rhino Hi-Five: Dokken
- 2006 – The Definitive Rock Collection
- 2010 – Greatest Hits
- 2018 – Alone Again

### EP
- 1989 – Back in the Streets